# Kurume City Art Museum
Das Kurume City Art Museum (japanisch 久留米市美術館, Kurume-shi bijutsukan) wurde 2016 als Nachfolgeeinrichtung des Ishibashi Kunstmuseums in Kurume (Präfektur Fukuoka), Japan, eröffnet.

## Überblick
Das „Kurume City Art Museum“ ist ein Teil des „Ishibashi Culture Center“, das 1956 eröffnet wurde. Dazu gehören das Atelier des Yōga-Malers Sakamoto Hanjirō (1882–1969), das 1980 von der Stadt Yame hierher versetzt wurde, und das „Shōjirō Ishibashi Memorial Museum“, das dem Gründer des Reifenunternehmens Bridgestone Shōjirō Ishibashi gewidmet ist. Das Museum wurde der Stadt anlässlich des Abschlusses der Renovierung zum 60. Jahrestag des Ishibashi Culture Center im Jahr 2016 geschenkt.

## Sammlung
Der Fokus der Sammlung liegt auf Malern aus Kurume, vor allem auf Aoki Shigeru und auf Sakamoto Hanjirō. Dazu kommen Maler aus der Kyūshū-Gegend. Zu den bekannten Werken gehören Sakamotos Ölgemälde „Hōsui-ji no kumo“ (放水路の雲) „Wolken über der Hochwasser-Umleitung“（1924）und „Mimoza sono-ta“ (ミモザその他) – „Mimosenakazie und anderes“, ein Ölgemälde von Kojima Zenzaburō (1893–1962) aus dem Jahr 1957.
Weitere Künstler sind u. a. Koga Harue, Nakajima Yajūrō (高島 野十郎; 1890–1975), Ebihara Kinosuke, Tōgō Seiji, Tasaki Hirosuke, Ushijima Noriyuki, Nomiyama Gyōji.

## Bilder

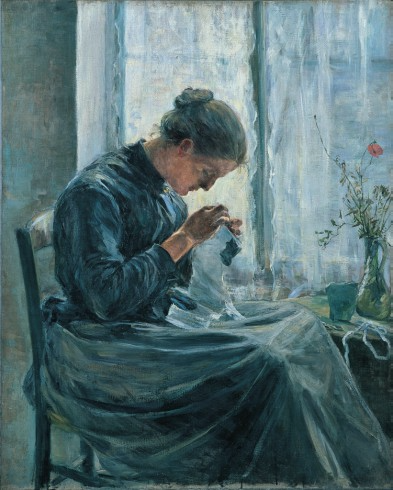
Nähende Frau
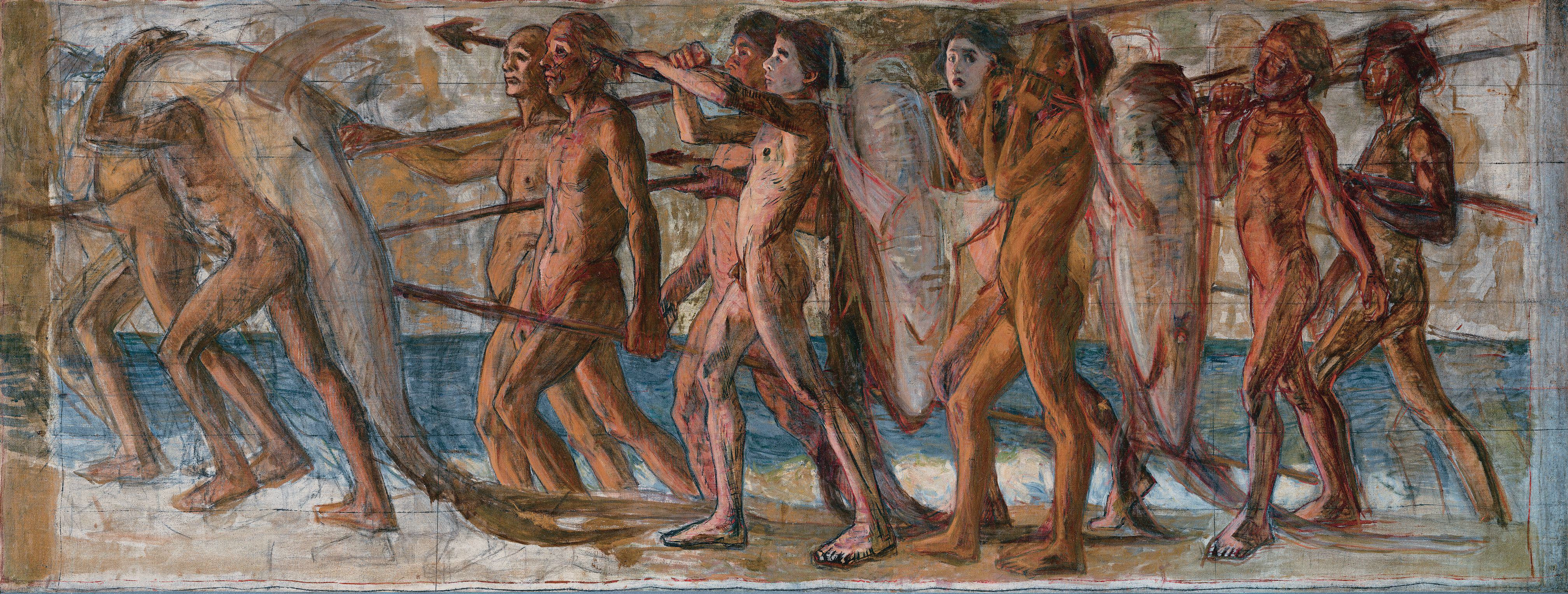
Gabe der See (Aoki Shigeru)
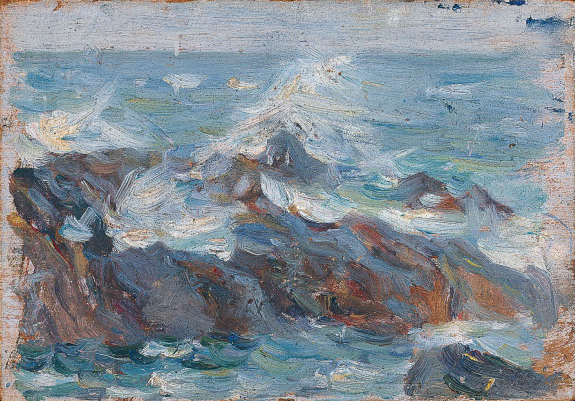
See (Aoki Shigeru)
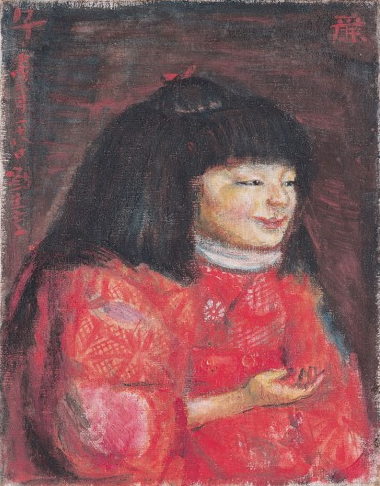
Reiko
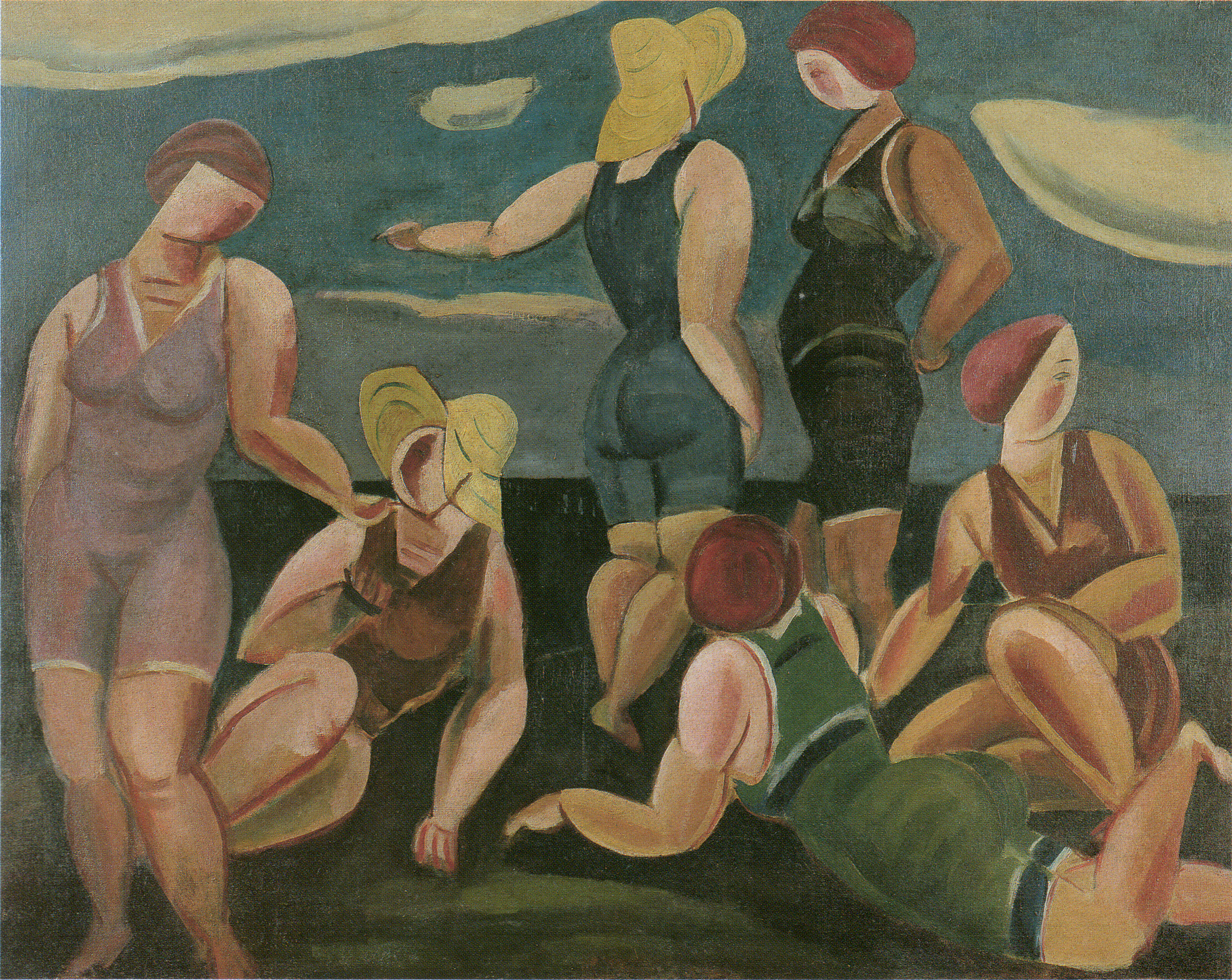
Badende Frauen

1. ↑  Kuroda Seiki.
2. ↑  Kishida Ryūsei.
3. ↑  Koga Harue.